# Viktor Alekszejevics Zubkov (politikus)
Viktor Alekszejevics Zubkov (oroszul: Виктор Алексеевич Зубков; Arbat, 1941. szeptember 15. –) orosz politikus, közgazdász, 2007. szeptember 14-től 2008. május 7-ig az Oroszországi Föderáció miniszterelnöke, Vlagyimir Putyin május 8-i hivatalba lépéséig ügyvivő miniszterelnöke volt. 2008. május 12-től 2012. május 21-ig a második Putyin-kormányban első miniszterelnök-helyettes volt. Kormányzati tisztsége idején és azt követően is a Gazprom igazgatótanácsának elnöke.

## Életrajza
- 1941. szeptember 15-én született a Szverdlovszki területhez tartozó Arbat településen.
- Kezdetben lakatos volt, majd 1965-ben a leningrádi mezőgazdasági főiskolán szerzett diplomát. Katonáskodása után a Leningrádi terület állami gazdaságaiban különböző vezetői beosztásokban dolgozott.
- 1985-1991: Priozerszk város tanácselnöke, városi párttitkára, azután a Leningrádi terület pártbizottságának osztályvezetője, később elnökhelyettese.
- 1991-1993: Szentpétervár polgármesteri hivatala nemzetközi kapcsolatok bizottságának elnökhelyettese, ahol a bizottság elnöke, tehát Zubkov közvetlen főnöke Putyin volt.
- 1993-1999: Az Állami Adóhivatal elnökhelyettese, a szentpétervári adóhatóság helyettes vezetője.
- 1999: a választásokon jelöltként indult a Leningrádi terület kormányzói tisztségének megszerzéséért, de a szavazatok 8,6 százalékával csak a negyedik lett.
- 1999-2001: Adóügyi miniszterhelyettes, a szentpétervári adóhatóság vezetője.
- 2001-2004: Pénzügyminiszter helyettes, a pénzügyi monitoring-bizottság megbízott elnöke.
- 2004-2007: a Szövetségi Pénzügyi Felügyelet (Roszfinmonyitoring) elnöke.
- Egyéb tisztségei mellett 2008-tól a Gazprom igazgatótanácsának elnöke. Ebben a minőségében 2019-ben Magyarországon is járt és tárgyalt Szijjártó Péter külügyminiszterrel.[1]

Nős, lánya a 2007–2012 között védelmi miniszter Anatolij Szergyukov felesége. A rokoni kapcsolat miatt annak idején a miniszter felajánlotta lemondását, de azt nem fogadták el.

### Pártállása
1967 és 1991 között a kommunista párt tagja, több helyen és több alkalommal középszintű vezetőjeként dolgozott. 2000-ben az Egységes Oroszország párt szentpétervári vezetője volt.

## Kormányfői kinevezése
A korábbi kormányfő, Mihail Jefimovics Fradkov helyett Putyin elnök meglepetésszerűen Zubkovot javasolta új kormányfőnek, akit 2007. szeptember 14-én a parlament 381:47 arányban választott meg. Az Oroszországi Föderáció sorrendben tizedik kormányfője Szentpéterváron Putyin közvetlen beosztottjaként dolgozott, az elnök szűkebb ismeretségi körébe tartozik, választási kampányának is egyik szervezője volt. Korábban a politikai életben kevéssé jelen lévő, főleg pénz-és adóügyekkel foglalkozó szakembernek ismerték.
Politikai elemzők feltételezték, hogy a kormányfői posztot nem sokáig fogja betölteni, mivel úgy vélték, hogy a 2008 tavaszi oroszországi elnökválasztáson ő lehet az államelnöki poszt várományosa. Végül nem őt, hanem Dmitrij Medvegyevet jelölte az Egységes Oroszország párt az elnöki posztra, amit el is nyert. Vlagyimir Putyin addigi elnök lett a miniszterelnök, Zubkov pedig Putyin miniszterelnöksége idején, 2008. május 12. és 2012. május 21. között a miniszterelnök első helyettese volt.

## Magyar kitüntetése
- A Magyar Érdemrend parancsnoki keresztje a csillaggal (2012)